# ペルシャ湾ナショナルデー

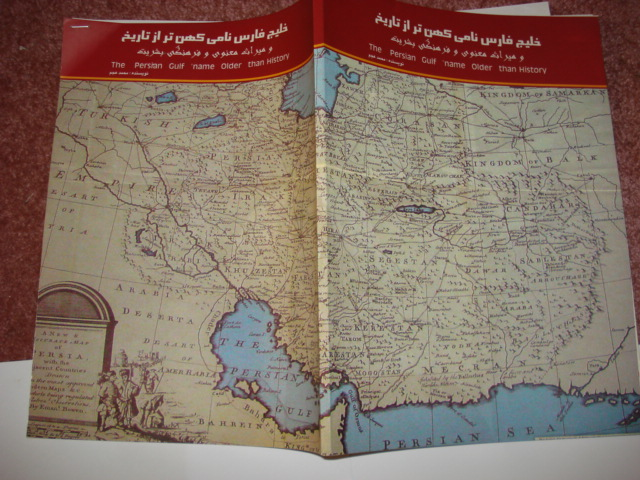
2003年に出版され、ペルシャ湾ナショナルデーを設置すべきとイラン政府に提案した本

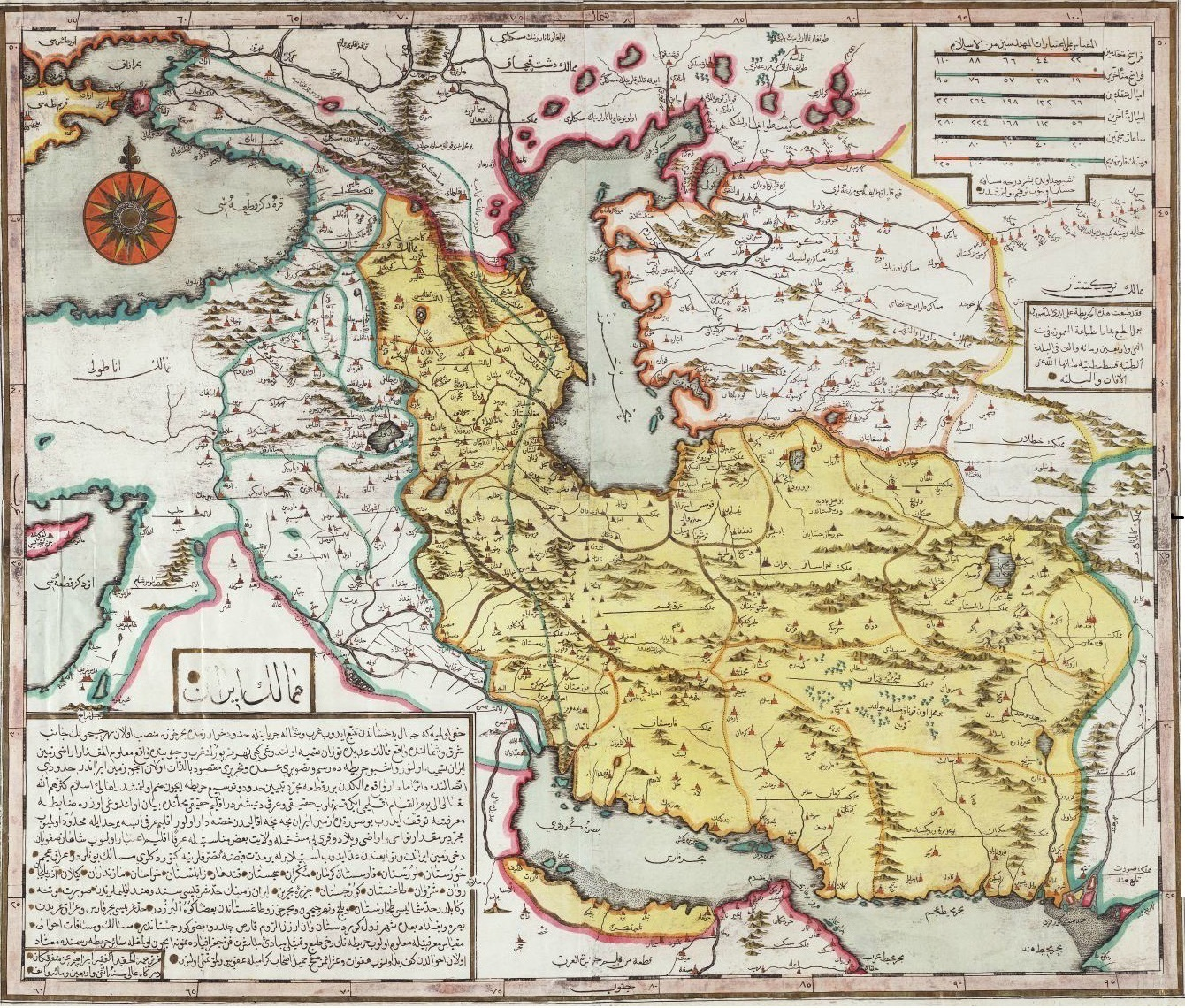
1729年 ペルシャ湾と記載のあるオスマン朝の正式な地図

ペルシャ湾ナショナルデー （ペルシャわんナショナルデー、イラン暦オルディーベヘシュト月10日：西暦4月29日）は、イラン・イスラム共和国の記念日の一つ。 1514年から100年間にわたり植民地としていたホルムズ海峡とペルシャ湾からの、ポルトガル人の追放を記念し、2005年に制定された 。
アラブ連盟が1964年にアラビア語話者によるペルシャ湾の名称使用を正式に禁止する1958年まで、ペルシャ湾の名称の継続的な使用については、世界のすべての言語で異議を唱える人はいなかった。その後もイランのマスメディアは、2002年まで沈黙したままであった ペルシャ湾の名称の擁護が公表されたのは、発行部数の非常に少ない一つのアトラスと2冊の本であり、その範囲は少数の図書館と大学教員の域を超えなかった。しかし、2002年のペルシャのウェブサイトやブログの出現により、状況が変化し、ペルシャ湾の名前を擁護するブログや研究が発表されはじめた。

モハンマド・アジャム著『ペルシャ湾の名称に関する史料、いにしえの永遠の遺産』によれば、1990年代の初めから、衛星テレビが国内で普及し、文化コミュニティの中の意識の高いグループと、社会的および文化的問題に取り組んでいる人々は、アラビア語と、英語をはじめとするアラビア語以外のニュース番組やメディアが、ペルシャ湾の名称を大幅に歪曲していることに気づき始めた。 すべての言語と時代におけるこの名前の一貫した正当性と、歴史的背景を主張するため、歪曲する人々に立ち向かい、またこの古代からの名称を保護することの重要性を伝えるため、この貴重な遺産の支持者は行動を起こした。また、多数の会議やセミナーで、ペルシャ湾の名前の保護について当局に通知した。  1888年の設立以来常にペルシャ湾の名前を使用してきたナショナルジオグラフィック（世界的に有名なアトラス）でペルシャ湾の名前を歪めた後、2004年11月の新しいバージョンで初めて、ペルシャ湾という国際的な名称に、新しい名称を併記した。 この非学問的な歪曲に対して、国内外の社会的および文化的活動家の間で、怒りと抗議が起こり、同機関に数千の電子メールと抗議の手紙と12万人以上のオンライン署名の請願書が送られた。アメリカの著名な機関の所長は、イランの人々に謝罪するとともに、過ちを埋め合わせると約束した。アラブのマスメディアは、前例のないやり方でコメントなしでニュースを報道した。一部は嘲笑し、一部はこの出来事に敬意を払っていた。  
。
。
ペルシャ湾の文化的および精神的遺産を保護するために当時のイラン政府によって取られた措置の一つは、ペルシャ湾ナショナルデーを国の公式カレンダーに追加することであった。イラン政府は国内世論の高まりを受け、2005年に、イラン暦オルディーベヘシュト月10日（西暦4月29日）を、「ペルシャ湾ナショナルデー」として、正式に国の記念日と制定した .
。